# Cretochodaeus mongolicus
Cretochodaeus mongolicus is een keversoort uit de familie Ochodaeidae. De wetenschappelijke naam van de soort is voor het eerst geldig gepubliceerd in 1995 door Nikolajev.